# ГЕС Litjfossen
ГЕС Litjfossen – гідроелектростанція у центральній частині Норвегії за вісім десятків кілометрів на південь від Тронгейму. Знаходячись перед ГЕС Brattset, становить верхній ступінь гідровузла у сточищі річки Оркла, яка впадає до Оркдалс-фіорду – однієї із заток на південному узбережжі Тронгейм-фіорду.
Центральним елементом водозбірної системи станції є водосховище Innerdalsvatnet, створене на лівій притоці Оркли річці Інна за допомогою кам’яно-накидної греблі із моренним ядром висотою 60 метрів. Вона утримує резервуар з площею поверхні 6,7 км2, припустимим коливанням рівня між позначками 778 та 813 метрів НРМ та об’ємом 153 млн м3. Окрім власного стоку сюди надходить ресурс за допомогою:
- тунелю довжиною 3,8 км з перетином 20 м2, котрий прямує від водозабору у верхній течії Оркли;
- тунелю довжиною 3,5 км з перетином 8 м2, до якого під’єднано три водозабори – на Naeringaa (ліва притока Інни, що має устя нижче за греблю сховища Innerdalsvatnet) та впадаючих до неї праворуч струмках Kviknebekken та Storbekken.
Із Innerdalsvatnet у північно-східному напрямку прокладено головний дериваційний тунель довжиною 7 км, який на своєму шляху отримує додатковий ресурс із водозабору на Gardaa (невеликій лівій притоці Оркли). У підсумку ресурс подається до підземного машинного залу, розташованого на лівому березі Оркли та обладнаного однією турбіною типу Френсіс потужністю  75 МВт. Вона використовує напір у 285 метрів та забезпечує виробництво 167 млн кВт-год електроенергії на рік.